# 苦艾酒
苦艾酒（發音：[absɛ̃t] ⓘ），音譯作艾碧斯，是一种萃取自多種草本植物的茴香味烈酒，其中包括苦艾的花和叶、绿茴芹、甜茴香等以及其他藥材與香料。苦艾酒在历史上被形容为一种經蒸馏、高酒度（65-84％）的烈性饮料。
苦艾酒本来是透明无色的，但人们自古就喜欢给它注入植物的天然绿色。历史文献中通常称苦艾酒为 （缪斯）和（绿仙子）。虽然有时它被误作为利口酒的一种，传统上苦艾酒裝瓶时是不加糖的，因此，将其归类为烈酒。传统瓶装的苦艾酒酒精度数很高，但饮用前通常使用冰水稀释。
18世纪后期，苦艾酒兴起于瑞士纳沙泰尔州。在19世纪末和20世纪初，它成为法国大受欢迎的酒精饮料，尤其是在巴黎的艺术家和作家之间。由于其与波希米亚文化之间的因缘，苦艾酒受到社会保守主义者和禁酒主义者的反对。欧内斯特·海明威、夏尔·皮埃尔·波德莱尔、保罗·魏尔伦、阿蒂尔·兰波、亨利·德·图卢兹-洛特雷克、阿梅代奥·莫迪利亚尼、文森特·梵高、奥斯卡·王尔德、阿莱斯特·克劳利以及阿尔弗雷德·雅里都是知名的苦艾酒的拥趸。
苦艾酒也经常被描绘成一个危险的容易上瘾的精神药物。苦艾酒中含有的微量化合物侧柏酮，被指含有毒副作用。到1915年在美国和欧洲大部分国家，包括法国，荷兰，比利时，瑞士和奥匈帝国，苦艾酒都被取缔。虽然苦艾酒受到诋毁，人们却一直无法证明苦艾酒比普通白酒危险程度更大。撇开酒精本身的作用不说，苦艾酒对人造成的精神影响被夸大了。20世纪90年代，近代的欧盟食品和饮料相关法律取消了针对苦艾酒生产和销售长期存在的限制，苦艾酒开始复兴。由21世纪初，在十几个国家中包括瑞士、法国、美国，西班牙和捷克共和国，崛起了近200个苦艾酒品牌，其中最引人注目的是瑞士和法国品牌。

## 历史

### 词源
苦艾酒英文为Absinthe，其实是一个法语单词，在法语中一般指酒精饮料，偶尔也可以指艾草植物，包括称为“大苦艾”（grande absinthe）的中亚苦蒿和“小苦艾”（petite absinthe）的西北蒿。其拉丁名artemisia来自古希腊的狩猎女神阿尔忒弥斯（Artemis）。单词Absinthe来自拉丁语Absinthium，而Absinthium又是希腊语ἀψίνθιον（apsínthion）拉丁化而成的，它们的本义都是“艾草”。将苦艾用于饮料可以从卢克莱修的著作《物性论》中得到引证，卢克莱修表示，含有艾草的饮料可以作为作为儿童的药饮，伴着蜂蜜喝使其容易饮用。使用了诗歌的形式，将这个复杂的理念用比喻的方式讲述了出来。
有些人声称，ἀψίνθιον这个词在希腊语中的意思是“不能饮用”，但它可解析为波斯词根spand或aspand，或其变体esfand，意思是骆驼蓬，也被称为叙利亚芸香（Syrian Rue），但它实际上不是芸香（另一种著名的苦味的草药）的品种。是否这个词是从波斯语引入到希腊，或两者从共同的语源进化而来，目前还不清楚。
absinthe的变体包括absinth，absynthe，和absenta。在欧洲中部和东部生产苦艾酒的地区，Absinth（不包括结尾的e）是最常见的拼写变异，并特指波西米亚风格的苦艾酒。

### 起源

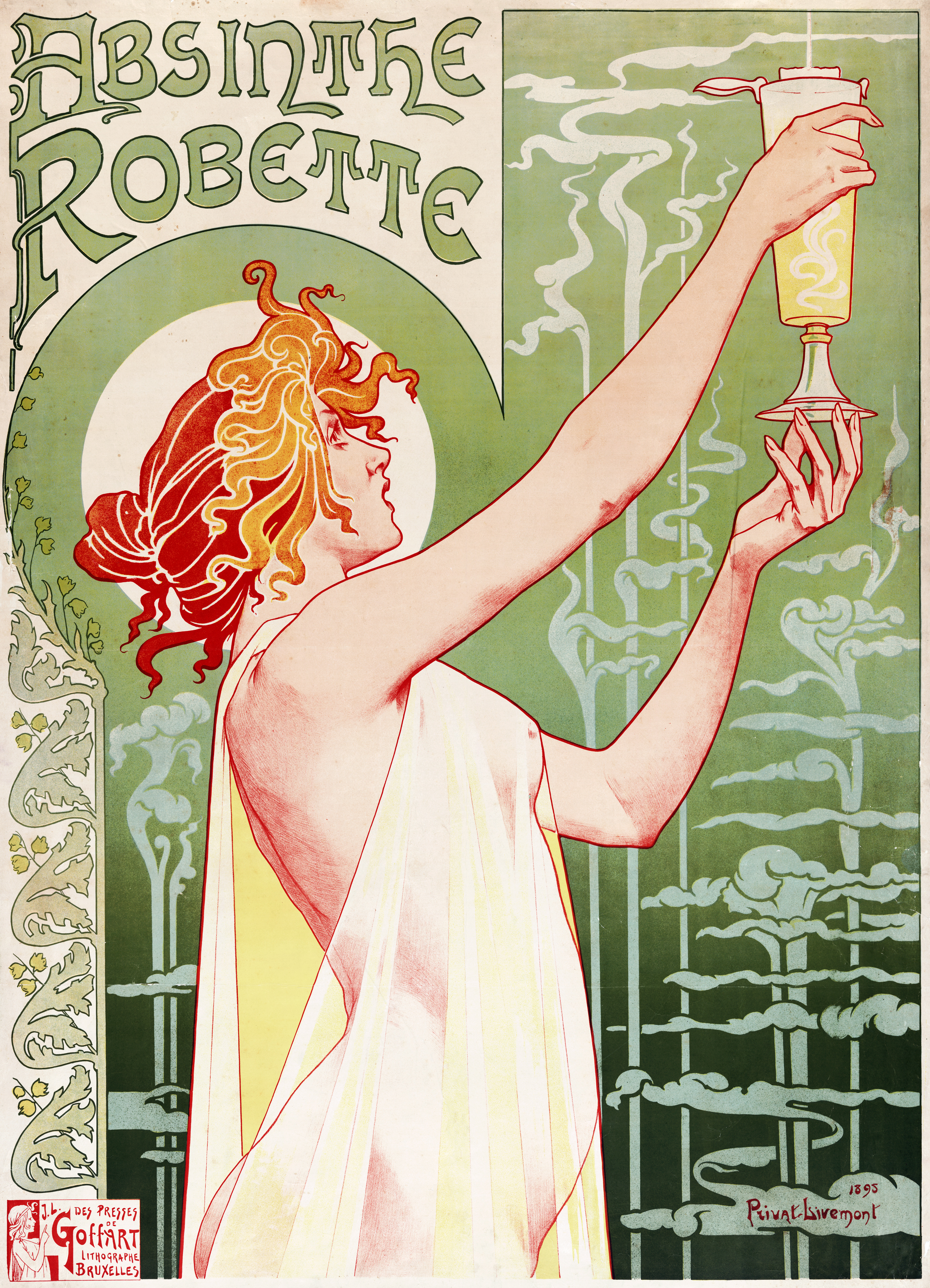
Henri Privat-Livemont1896年版海报

苦艾酒的确切起源目前还不清楚。医疗用艾草的历史可以追溯到古埃及，在埃伯斯纸草卷（Ebers Papyrus，公元前1550年）中有所提及。古希腊人将艾草提取物和酒浸泡过的艾草叶用作急救用品。此外，有证据表明，absinthites oinos——一种艾草味的酒，在古希腊流传过。
然而，现代意义上的苦艾酒——含有绿茴芹和甜茴香的蒸馏烈酒——起源的第一个明确的证据，可以追溯到18世纪。据民间传说，1792左右，居住在瑞士库威（Couvet）的法籍医生皮埃尔·欧丁内里（Dr. Pierre Ordinaire）发明了苦艾酒，Ordinaire将配方传给了库威的Henriod姐妹。她们将苦艾酒当作一种药酒出售。在其他版本的传说中，Henriod姐妹在Ordinaire到库威之前就开始制售药酒了。无论根据哪种传说，后来一个叫做Major Dubied的人收购了Henriod姐妹的配方，并在1797年，他的儿子马塞林（Marcellin）和女婿亨利-路易·保乐（Henry-Louis Pernod），在Couvet开设了第一家苦艾酒酒厂——Dubied Père et Fils。1805年，他们在法国Pontarlier建了第二家酒厂，并启用了新的公司名Maison Pernod Fils。直到在1914年苦艾酒在法国被禁止，保乐·菲尔斯（Pernod Fils）一直是19世纪最著名的苦艾酒品牌之一。

### 风靡法国

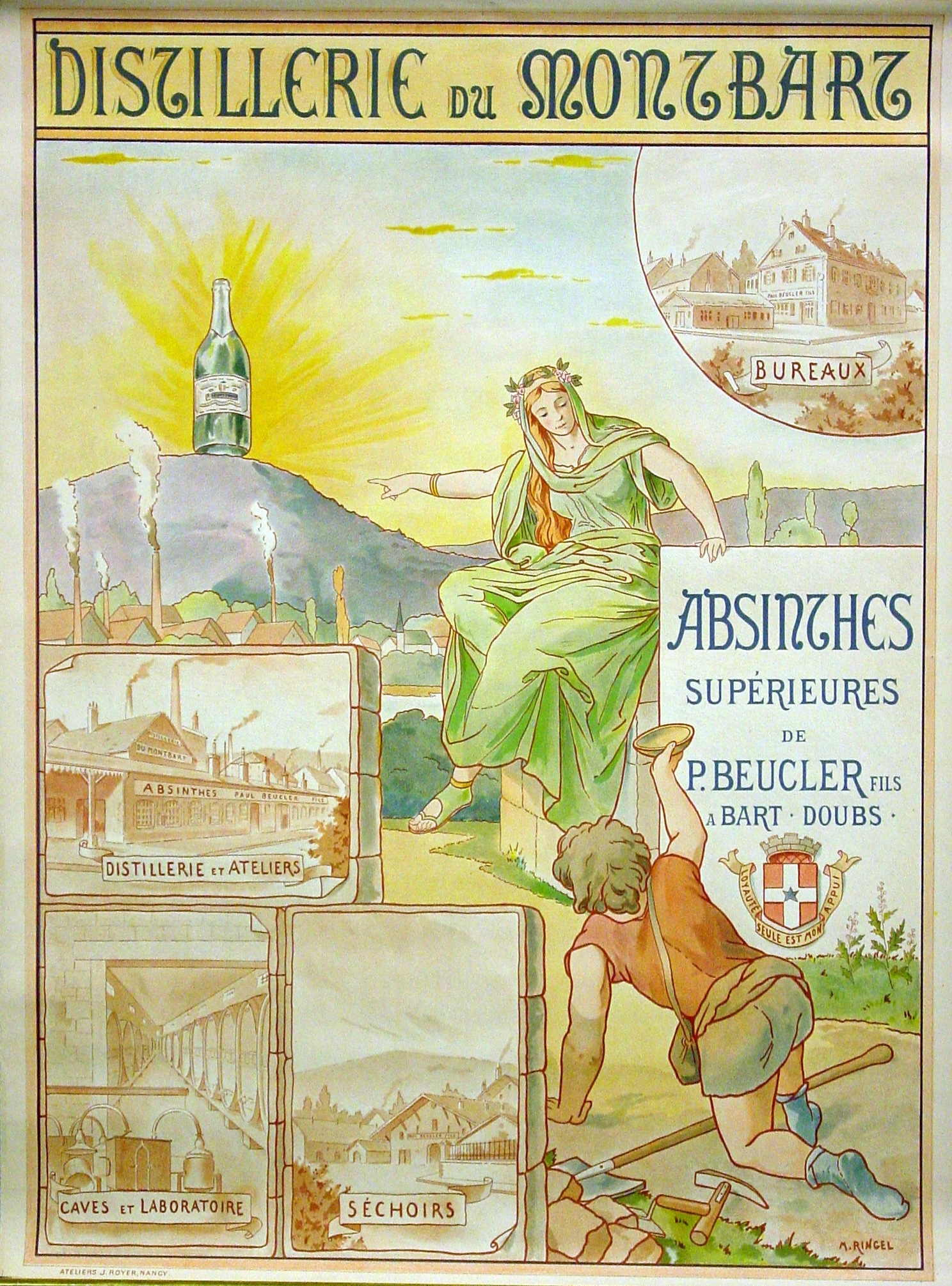
一张苦艾酒的宣传海报

19世纪40年代，苦艾酒的受欢迎程度稳步增长，当时，法国军队将苦艾酒作为预防疟疾的药物。当部队返乡，士兵们将对苦艾酒的嗜好一起带回了家。在酒吧、小酒馆、咖啡馆以及歌舞场所，喝苦艾酒的习俗逐渐变得如此受欢迎，以至于到了19世纪60年代，下午5时被称作“绿色一小时”（l'heure verte）。苦艾酒受到社会各阶层的青睐，从富裕的资产阶级到贫穷的艺术家和普通工薪阶层。由19世纪80年代，大规模生产造成了苦艾酒的价格和品质的大幅下降。到1910年，法国人每年消费36万升苦艾酒，相比他们近5亿升葡萄酒的年消费量。

### 国际畅销
苦艾酒被从法国和瑞士本地广泛出口，并在其他国家取得一定的普及程度，包括西班牙，英国，美国，捷克共和国。西班牙或葡萄牙从未取缔过苦艾酒，因此这两个国家也从来没有停止其苦艾酒的生产和消费。20世纪期早期，受法国新艺术运动和现代审美运动影响，苦艾酒的流行达到了一个小高峰。
新奥尔良有深厚的苦艾酒文化底蕴，也是Sazerac（也许是最早的苦艾酒鸡尾酒）的诞生地。位于波旁街（Bourbon Street）的一栋老楼苦艾酒酒吧，成为当地的一个著名的历史地标。酒吧原名苦艾室，于1874年由一个名为卡耶塔诺·费雷尔（Cayetano Ferrer）的加泰罗尼亚酒保开设。许多著名人士，包括马克·吐温、奥斯卡·王尔德、富兰克林·罗斯福、阿莱斯特·克劳利和弗兰克·辛纳屈都曾频繁光顾此地。
至少自1888以来，捷克共和国（当时的奥匈帝国的一部分）已有售賣苦艾酒的记录。特别是一些捷克艺术家——经常出入布拉格著名的斯拉维亚咖啡馆（Cafe Slavia），其中一些人对巴黎特别热衷——非常喜爱苦艾酒。虽然不确定苦艾酒在整个波西米亚是否都具吸引力，但是它在布拉格及周邊地区还是广受欢迎。据说，在19世纪末20世纪初，至少有一家波希米亚当地酒厂生产苦艾酒。

### 遭禁

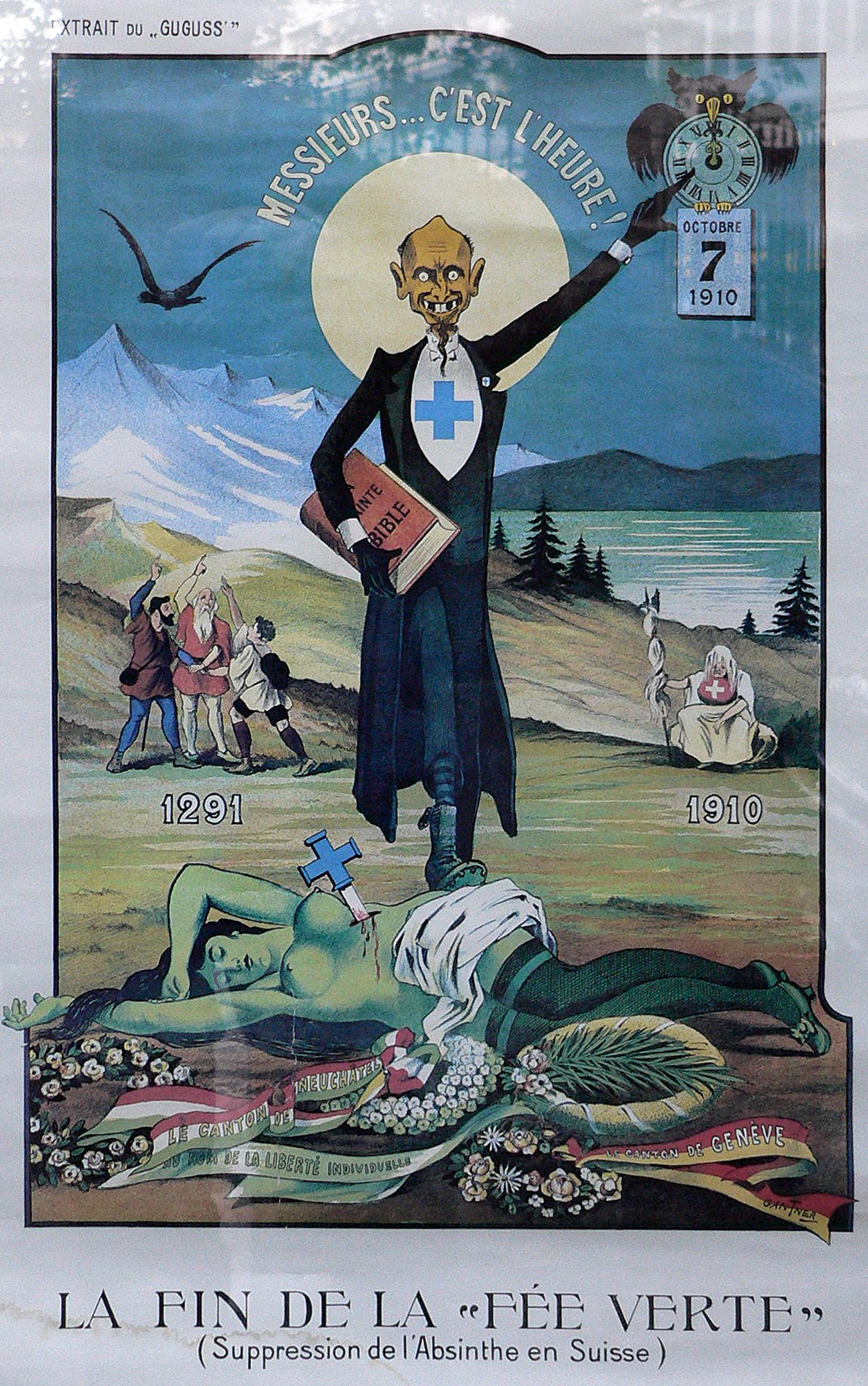
瑞士一幅关于取缔苦艾酒的海报 (Albert Gantner, 1910)

好景不长，在禁酒运动和酿酒协会的带动下，苦艾酒和暴力犯罪与社会动乱划上等号。一位评论家称：
|  | 苦艾酒使你的疯狂，诱惑你犯罪，引发癫痫，结核病。它使成千上万的法国人葬送生命。它将男人变成凶猛的野兽，将女人变成悲惨的牺牲者，将小孩变成败类，它破坏家庭，毁灭幸福，威胁整个国家的未来。 |

如今展出在奥赛博物馆（Musée d'Orsay）的埃德加·德加（Edgar Degas）1876年的绘画《苦艾酒》（L'Absinthe），将苦艾酒喜好者描绘成浑身湿透和麻木的苦艾吸毒者，集中反映当时流行的观点。而埃米尔·左拉（Émile Zola）在他的小说《小酒馆》（L'Assommoir）中也只提过苦艾酒一次。
1905年瑞士农民Jean Lanfray喝了苦艾酒后杀死他的家人後试图自杀。事实上，Lanfray是一个酒鬼，在他喝两杯苦艾酒之前，他已经喝了大量葡萄酒和白兰地，这事被忽略或無视，于是将这宗谋杀案完全归咎于苦艾酒。Lanfray谋杀案引爆了这个激烈争论的话题，接着，取缔苦艾酒的请愿书在瑞士收集了超过82,000个签名。随后在1908年7月5日举行了取缔与否的全民公决。全民公决通过后，取缔苦艾酒的法令被写入瑞士宪法。
1906年，比利时和巴西禁止苦艾酒的销售和流通，而他们已不是第一批采取这样的行动的国家。早在1898年剛果自由邦的殖民地已经禁止苦艾酒。荷兰在1909年取缔苦艾酒，瑞士于1910年，美国于1912年，法国于1914年都取缔了苦艾酒。
法国的苦艾酒禁令，最终促使了茴香酒（Pastis）的普及，茴香酒是一种程度较轻，含茴香和其他的茴香味草药的烈酒，但是不包含苦艾。第一次世界大战结束后，保乐·菲尔斯品牌在西班牙加泰罗尼亚的巴努斯(Banus )酒厂恢复生产苦艾酒（在那里苦艾酒是仍然是合法商品），但由於销量逐渐下降导致在20世纪60年代终于停产。在瑞士，禁令导致苦艾酒的生产转入地下。家庭秘密酒厂生产无色苦艾酒（la Bleue），这当然是为了隐瞒当局。许多国家从未取缔苦艾酒，尤其是英国，那里苦艾酒也从未似欧洲大陆那么流行。

### 复兴
在20世纪90年代后，当意识到英国从来没有正式取缔苦艾酒，英国烈酒进口商BBH开始从捷克共和国生产进口他们的“希氏”（Hill's）苦艾酒，这引发了现代苦艾酒的普及潮。正是在这些苦艾从未被取缔，也未真正流行的国家，苦艾酒开始其20世纪90年代的复兴之路。那段时间的苦艾酒，几乎全是捷克，西班牙和葡萄牙的品牌。这些品牌的苦艾酒被称为波希米亚风格苦艾酒，采用了现在化工业工艺制造，使用的人工合成色素，被苦艾鉴赏家认为是质素低劣，无法作为19世纪苦艾酒产品的延承。
在2000年，“仙子”（La Fée）苦艾酒成为自1914年禁令后在法国蒸馏和装瓶的第一支商业苦艾酒品牌。直到2011年，苦艾酒在法国和全欧洲才得到全面的解禁，法国苦艾酒厂已由最初的寥寥几个发展到包括法国缪斯公司（muse de france）属下的波旁奈依维希苦艾酒厂在内的十几个法国苦艾酒品牌在法国的生产销售和出口。缪斯公司的拿破仑三世苦艾酒为禁令以来法国唯一一个存放在橡木桶中的传统苦艾酒。
在荷兰，2004年7月，阿姆斯特丹红酒销售商Menno Boorsma成功挑战苦艾酒的生产和销售禁令，苦艾酒从而再次生產。同样，比利时于2005年1月1日起，解除其长期的苦艾酒禁令，如荷兰法官一样，裁決理由都是禁令与欧洲单一市场食物和饮料法规相違。在瑞士，2000年国家宪法的大修改，废除了其中苦艾酒禁令的条款，取而代之的是将禁令改写成普通法律。截至2005年3月1日，该法律也被废除，苦艾酒再次在其始創地合法生产并销售。“库伯勒”（Kübler) 苦艾酒成为重新出现的第一批苦艾酒品牌。
苦艾酒在西班牙北部的加泰罗尼亚地区，包括巴塞罗那（Barcelona），塔拉戈纳（Tarragona），莱里达（Lleida），和比利牛斯山山脉地区有深厚的历史渊源。虽然西班牙从未正式取缔苦艾酒，苦艾酒却在20世纪40年代开始渐渐失宠，默默无闻到几乎消失。然而自2007年以来，生产者在加泰罗尼亚地区建立业务，当地苦艾酒生产有着显著的复苏迹象。
苦艾酒从未在澳大利亚合法进口或生产。根据1956年颁布的限制进口条例，限制进口任何产品含有“苦艾油”成分，如进口需要特别许可。在2000年，标准澳大利亚新西兰食品局（FSANZ）作为一个新整合的机构提出一项修正案，作为澳大利亚和新西兰食品法规整合的一部分，食品法规第1.4.4号——禁止和限制的植物和真菌中规定，所有艾草种草药严禁用于食品用途。然而，这项修正案被认为是与原有的食品法规的其他部分相矛盾。2002年两个法规过渡期间，提出的修正案被撤回，从而继续沿用之前的法规允许苦艾酒的生产和进口。这些事件被媒体错误地报道，让人以为澳大利亚将苦艾酒从受限制的产品重新分类为违禁产品.。Moulin Rooz就是一个澳大利亚生产的苦艾酒品牌。
在2007年，法国品牌“清醒”（Lucid）成为自1912年以来第一个真正获得COLA（标签批准证书Certificate of Label Approval）进入美国的市场的苦艾酒。以清醒（Lucid）和库伯勒（Kübler）为代表，通过各家厂牌不懈的努力，终于推翻了苦艾酒在美国的长期禁令。2007年12月，加利福尼亚阿拉米达的圣乔治酒厂生产的St. George Absinthe Verte成为禁令以来在美国生产的第一个苦艾酒美国品牌。自那时起，其他小型酿酒厂在美国陆续小批量手工生产苦艾酒。

## 种类

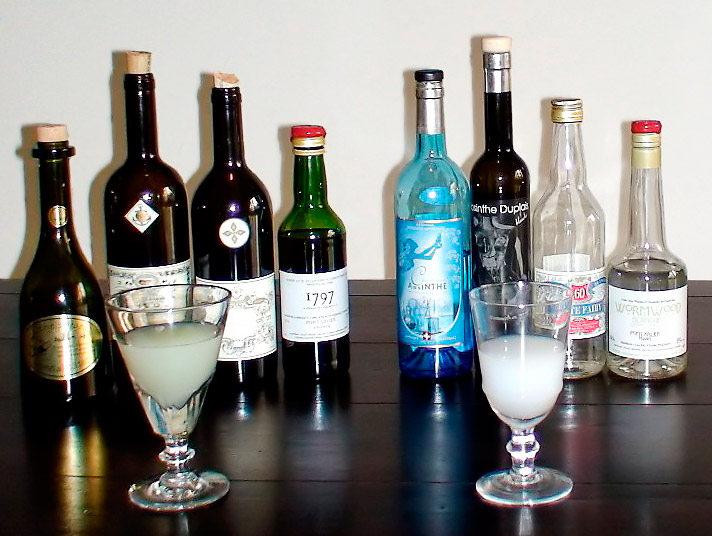
现代苦艾酒。左边是绿苦艾酒，右边是白苦艾酒。

对于酒精饮料的分类需要划分它们的类别并和明确其标签，显然苦艾酒一直缺乏明确的划分方法。据19世纪流行的论述，按照酒精浓度和酒品品质可以将苦艾酒大致分为几个档次：普通（ordinaire），较好（demi-fine），好（fine），上等（supérieure）以及极品（Suisse）。上等与极品苦艾酒是採用天然的染色浸泡和蒸馏生产的，而普通与较好的苦艾酒就可能是人工调色以及使用精油生产的。不过这些只是一种命名的准则，并不是工业生产的标准。许多当代苦艾酒评论家根据其生产方法简单地归类为蒸馏苦艾酒或混合苦艾酒。通常前者被认为是在品质上远远优于后者，然而蒸馏苦艾酒并不保证其成分的品质或制造商的技艺。
- Blanche或La Bleue：白苦艾酒（Blanche）（在瑞士也称为蓝色苦艾酒（LA Bleue），并不是说酒液的颜色是蓝色的，而是通常用天蓝色的酒瓶装瓶），蒸馏和浓缩后直接装瓶，Blanche苦艾酒是无色的（透明）。 La Bleu最初是盗版的瑞士苦艾酒使用的一个名称，但瑞士取缔苦艾酒之后逐渐成为瑞士产苦艾酒一般名称。

- Verte：Verte在法语是“绿色”的意思。绿苦艾酒的前身是白苦艾酒。通过将各种草药浸泡在透明的蒸馏液中对白苦艾酒进行着色。这一步骤赋予了苦艾酒橄榄石的绿色和强烈的味道。 绿苦艾酒是19世纪发明的苦艾酒的代表。人工着色的绿色苦艾酒也可以称之为“Verte”，因为不是通过浸泡草药进行着色，它没有草药味道。

- Absenta：Absenta是西班牙语中的苦艾酒，有时带有地域风格，而与其邻国法国稍有不同。由于其使用阿利坎特茴香（Alicante anise），传统的西班牙苦艾酒可能味道略有不同[47]，并常常带有独特的柑橘味道[48]。

- Hausgemacht：Hausgemacht是德语中家庭制造的意思，通常简化为HG。家酿苦艾酒是由业余爱好者秘密在家蒸馏的苦艾酒。它不应该与苦艾酒套件混淆。 家酿苦艾酒小批量的生产供个人使用而非商业市场。苦艾酒被取缔后，小生产者转入地下秘密生产，这其中最引人注目的是瑞士。虽然瑞士已经解除了禁令，一些秘密蒸馏者依然没有将他们的生产合法化。当局认为，对酒类产品的高赋税和地下商品的神秘感可能是他们继续秘密生产的原因[49]。

- Bohemian-style：波希米亚风苦艾酒也被称为捷克式苦艾，称作“anise-free absinthe”，或者只是“absinth”（不含“e”），通常被描述为艾草苦酒。它主要产于捷克[50]，这也是它被称之为“波西米亚风”或者“捷克式”的原因，虽然并非所有来自捷克的苦艾酒都是波希米亚风苦艾酒。波西米亚风苦艾酒通常包含很少或不含，茴芹，茴香，或其他传统苦艾中使用的草药，因而与19世纪的流行苦艾酒不尽相似。典型的波希米亚风苦艾酒与传统的正宗苦艾酒只有两点类似：它含有艾草，以及具有较高的酒精度数。可能是因为捷克式苦艾酒无法产生悬乳效果，在20世纪90年代捷克人发明了“火祭”饮用法，以取代法式苦艾酒饮用法。因此这种苦艾酒和“火祭”饮用法完全是现代产物，和历史上传统的苦艾酒基本没有什么关系[51]。

### 著名厂牌
- La Fée：“仙子”苦艾酒是由Green Utopia创立，目前由George Rowley拥有的一个苦艾酒品牌。“仙子”苦艾酒一般度数较高，茴香味很浓，含有艾草成分，有五个风格的产品：巴黎风苦艾酒（Parisienne，一种茴香风味苦艾酒）；波希米亚风苦艾酒（Bohemian，淡茴香味苦艾酒）；瑞士人X·S苦艾酒和法国人X·S苦艾酒（La Fée X·S Suisse, La Fée X·S Française，被称为极其高端的苦艾酒，使用葡萄酒作为基酒，瑞士人X·S是蓝色苦艾酒，而法国人X·S是绿苦艾酒）；NV绿苦艾酒（NV Absinthe Verte，低度数（38%度）苦艾酒）。

- Lucid：“清醒”是一款传统的法国制造的绿苦艾酒，其配方于2006年首次被批准，亦是自1912年以来第一个真正获得COLA（标签批准证书Certificate of Label Approval）进入美国的市场的苦艾酒。配方包括大艾草（苦艾），绿茴芹，甜茴香以及其他草药。其侧柏酮浓度低于10ppm（相当于10毫克每公斤）以符合美国标准[52]。品牌重新提出了“高级苦艾酒”（Absinthe Supérieure）的口号，以将自己与苦艾酒长期以来的负面形象区分开来。

- Kübler：J. Fritz Kübler于1863年创立了这个品牌[53]，在瑞士于2005年3月解除苦艾酒禁令后，库伯勒亦是在瑞士合法出售的第一个苦艾酒品牌[54][55]库伯勒的游说努力也是苦艾酒在瑞士合法化的主要原因。[56]。库伯勒苦艾酒的主要成分是大艾草（苦艾）和茴芹，使用瑞士小麦蒸馏，成分还包括神香草（hyssop），香蜂花（lemon balm），芫荽（coriander），八角（star anise），小茴香（fennel），罗马艾草（Roman wormwood）和薄荷（mint），在瑞士苦艾酒的发源地VAL-DE-Travers蒸馏酿造。所有成分都经过分析认证，达到瑞士统一药典专家委员会使用标准。库伯勒苦艾酒是使用已有百年历史传统工艺蒸馏，首先的浸泡药材后进行缓慢的蒸馏。整个蒸馏过程不添加糖或色素。最终得到全天然的，透明的蓝色苦艾酒。
- La Clandestine：秘牌苦艾酒是一款瑞士公司Artemisia-Bugnon生产的茴香味浓郁的蓝色苦艾酒。此外，他们还生产高度数的“变幻”系列苦艾酒（La Capricieuse），由“秘”系列进一步蒸馏的绿苦艾酒“天使”系列（Angélique），以及专门针对法国市场的玛丽安系列（La Recette Marianne）。

## 制作
与在全球范围内都规范并定义了制作方法和原料的苏格兰威士忌、白兰地、琴酒不同，大多数国家都没有苦艾酒的法律定义。因此，生产者可以任意的在他们的产品上标上“苦艾酒”("absinthe" 或"absinth")的标签，而不受任何法规限制，也没有标准评判其品质。
合法的苦艾酒生产者遵循历史上流传的两个制造流程中的一个：蒸馏法（distillation）或低温混合法（cold mixing）。在那些有法规定义苦艾酒的国家（比如瑞士），只允许通过蒸馏生产苦艾酒。

### 蒸馏法

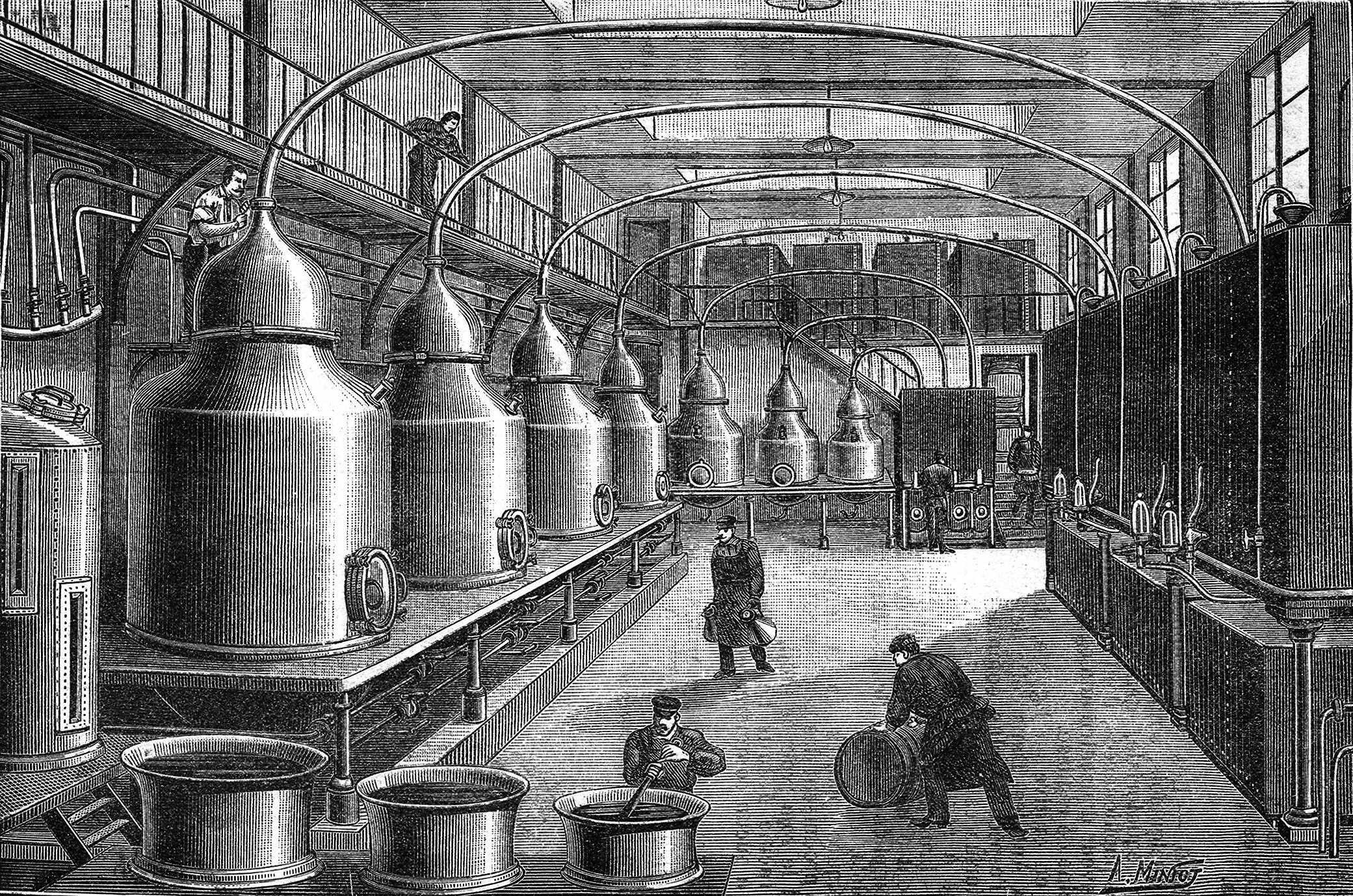
1904年的一家苦艾酒蒸馏厂

蒸馏苦艾酒与蒸馏高品质金酒采用的方法没有什么不同。植物草药先浸渍在蒸馏酒精中，再进行二次蒸馏，去除其中的苦味，在酒里留下复杂细腻的草药香味。
如果仅仅將草药浸在酒精中而不蒸馏，那么最后形成的酒液就会非常的苦，那是因為苦艾草浸在水中会产生一种水溶性的物质，而这种物质是世界上已知最苦的物质之一。所以在真正的制作过程中，人们在基本的浸泡后需要进行蒸馏，然後再进行第二次的浸泡或称「染色」浸泡。蒸馏时，加入苦艾草、茴芹和茴香，最后在蒸馏器中形成无色的蒸馏液，其酒精含量大约为72%度。如果制作白苦艾酒或蓝色苦艾酒的话，蒸馏液会被浓缩装瓶；如果制作绿苦艾酒，则会添加天然或人工色素。

### 低温混合法
许多的现代苦艾酒是采用低温混合工艺生产。这种生产方法的成本是远远低于蒸馏法。就像调和金酒比起蒸馏金酒劣质一样，调和苦艾酒比起蒸馏苦艾酒也是品质次一些。低温混合法制作过程包括简单的将调味香精和人工色素勾兑到高度数酒精中，以类似的方式也用来生产调和伏特加和廉价的力娇酒。在大多数没有正规法律定义苦艾酒的国家，允许使用低温混合法的生产者虚假宣称其产品为“蒸馏”生产的，仅仅因为调和使用的酒精本身是通过蒸馏所得。这样他们就可以用与正宗蒸馏苦艾酒相当的价格出售他们的便宜货。在唯一一个有正式的法律定义苦艾酒的国家瑞士，低温混合法是严禁使用的。

### 着色
传统的苦艾酒中的绿色严格来自于二次浸渍草药所提取的叶绿素。在蒸馏液中浸泡草药，如小艾草，神香草（hyssop），香蜂花（melissa），从这些草药中提取叶绿素，赋予苦艾酒其著名的绿色。高品质苦艾酒也通过这一流程提升其草药口味的复杂性。如果长时间將酒暴露在光线下，酒中的叶绿素会参与化学反应，使得酒的颜色由翠绿色变成黄绿色，最终变成棕色。预先封存的上等苦艾酒往往就是经过了这样的过程，呈现出美丽的琥珀色。在极少情況下，例如浸泡时使用玫瑰等花瓣或本身呈红色的草药时，苦艾酒会自然地变成红色，这时的酒被称为Rouge（法语“红”的意思）。可见，苦艾酒的颜色可以来自所浸泡的草药，如果要呈现任何一种「天然颜色」，理论上也完全有可能，只要使用相应的植物材料即可。但绿色和红色还是传统的颜色。
自然着色过程被认为苦艾酒陈酿的关键，因为叶绿素能够在陈酿过程中保持其化学特性。叶绿素之于苦艾酒就像丹宁之于葡萄酒一样。着色后的酒液加水稀释以实现特定的酒精浓度。据说苦艾酒可以随着存储时间增长其风味，苦艾酒遭禁前，许多酒厂在沉淀池中陈酿酒液，然后才装瓶销售。
19世紀末，一些劣质的苦艾酒品牌偶尔会在酒中掺杂铜、锌、蓝色植物或其他染色材料想方设法使苦艾酒呈现绿色。这些谋取暴利者甚至使用三氯化锑来增强悬乳效果，更有甚者使用低劣的工业酒精以及粗糙的蒸馏技术导致酒中留有甲醇等类似的废弃蒸馏产物。这也有可能是造成苦艾酒在人们心目中变成了产生幻觉的毒药或有害饮料的原因。

### 配料

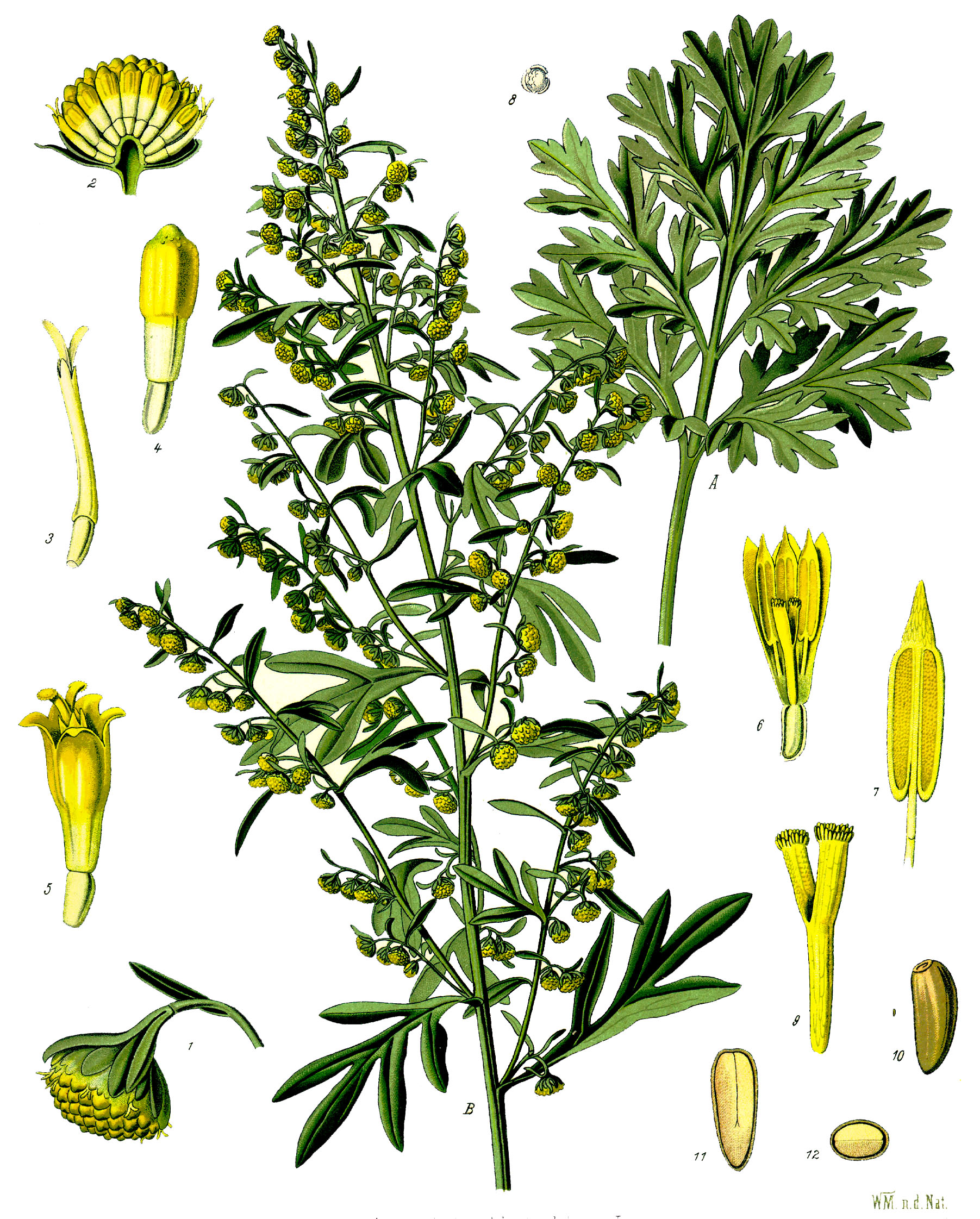
苦艾（中亞苦蒿），苦艾酒製作過程中主要藥草之一

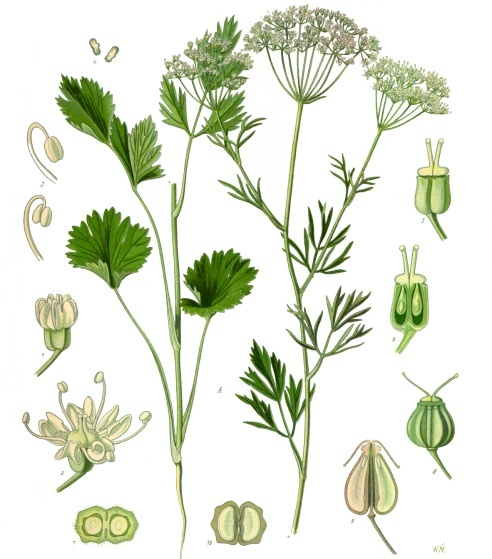
茴芹，苦艾酒製作過程中主要藥草之一

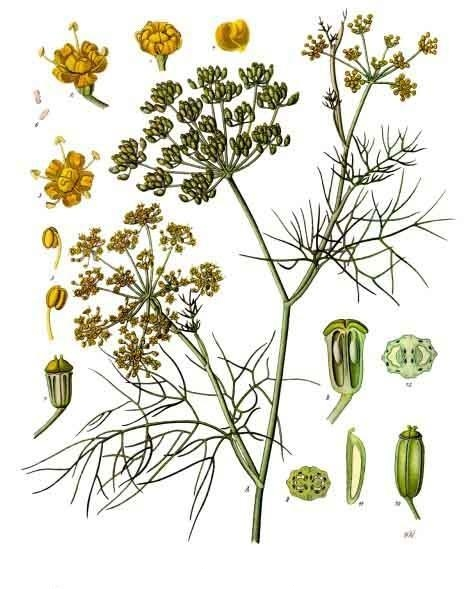
茴香，苦艾酒製作過程中主要藥草之一

传统上苦艾酒是酒精、水和草药蒸馏所得。传统苦艾酒使用白葡萄酒（或水果白兰地）二次蒸馏，而少部分苦艾酒通常从谷物，甜菜和馬鈴薯获得酒精。苦艾酒所使用的草药主要有：苦艾（中亚苦蒿）、绿茴芹和甜茴香，这三样经常被成为「圣三一」（the holy trinity）。许多其他草药也可用于制作苦艾酒，如小艾草（petite wormwood，西北蒿（Artemisia pontica）或罗马艾（Roman wormwood）），神香草（Hyssopus），香蜂花（Melissa），八角（Star Anise）。依据饮用习惯的不同，也会添加一些其他草药，如当归（Angelica），菖蒲（Acorus Calamus），芫荽（Coriandrum），婆婆纳（Veronica），苦牛至（dittany，Origanum Dictamnus），刺柏（Junipenus），肉豆蔻（Myristica, Nutmeg）等。

### 酒精浓度
苦艾酒中酒精占了绝大部分，可以达到45%-89.9%之间。历史上装瓶的苦艾酒酒精浓度在45-74％，现代一些的法国和瑞士苦艾酒装瓶酒精浓度含量高达82.3％，而一些低温混合，波西米亚风的苦艾酒装瓶后酒精浓度可达89.9 %。

### 苦艾酒套件
现代人对苦艾酒的喜好，催生了被称作“苦艾酒套件”（absinthe kits）的人与配方。这些人在家里制作苦艾酒，许多配方也流传于因特网上。通常他们把草药浸泡在伏特加或酒精中，同时/或者加入相同浓度的力娇酒，以制作人造的苦艾酒。虽然这种做法可能非常流行，通常却会制造出低劣的产品，首先因为缺乏蒸馏步骤。蒸馏苦艾酒和蒸馏其他酒类一样，需要专业的技术和细心才能正确完成。因此这样制作出的酒和真正的苦艾酒完全无法相提并论，不被任何现行标准所认可，不仅很难喝，一些产物甚至可能非常危险，尤其是他们可能会用到一些有毒的草药，精油或其他一些毒物。许多配方使用大量的苦艾草搾汁或精油，以期提升所谓的精神上迷幻的效果。但实际上大量饮用苦艾精油并不能达到预期的快感，反而会带来极大的风险，大剂量摄入侧柏酮会导致神经抽搐，过度摄入会导致肾脏衰竭直至死亡，至少有一个案例证实，有人在饮用10毫升纯艾草油后引发了急性肾功能衰竭，这个量比苦艾酒中的含量要高出很多。

## 存储
人工着色的苦艾酒或清澈透明的苦艾酒既美观又稳定，可以装瓶在透明的玻璃瓶中。天然着色的苦艾酒如果长时间暴露光线或空气中，其中的叶绿素会逐渐变成氧化，颜色从绿色逐渐变成黄绿色，并最终变成棕色。已完成颜色转变的苦艾酒，历史上称其颜色为为feuille morte，意思是枯叶。在苦艾酒遭禁以前，这种自然现象是十分有利的，因为它可以证实被怀疑有问题的产品是天然着色的，还是使用了有可能是有毒的化学物质人工着色的。可以预见的是，上年头的苦艾酒由于几十年的缓慢氧化，在密封瓶中呈现显着琥珀色。虽然这种颜色上的变化对苦艾酒的味道并无不良影响，人们普遍还是希望保留原来的颜色，这就需要使用深色，耐光的酒瓶来装天然着色的苦艾。如果需要存放数十年之久，苦艾酒必须存放在阴凉（室温即可），干燥的地方，远离光热。苦艾酒不应该被存放在冰箱或冰柜中，因为会导致茴香脑在瓶内聚合，形成一个不可逆转的沉淀，对原有风味造成不利影响。

## 饮用

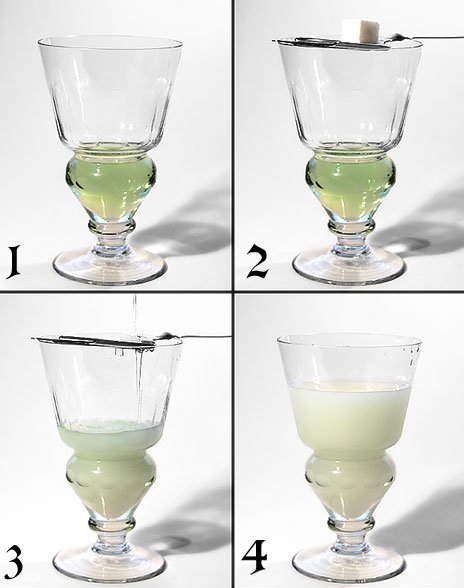
传统法式饮用法

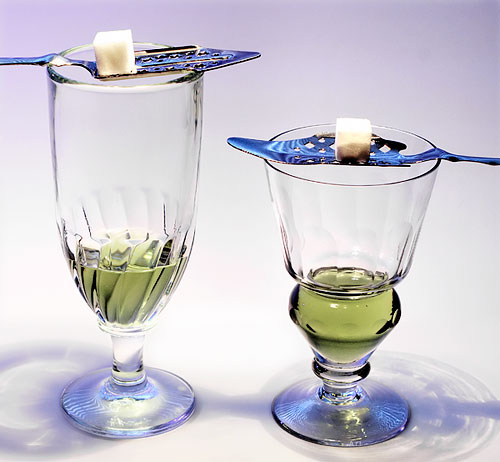
苦艾酒杯，左边的使用螺旋花纹作为剂量线，右边的则有泡状凸起。

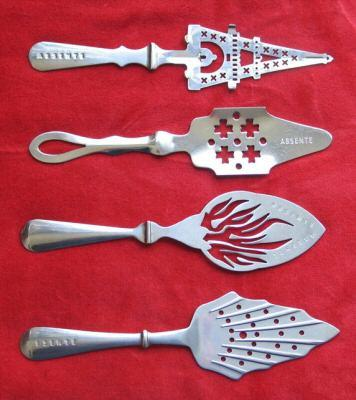
多款苦艾酒匙

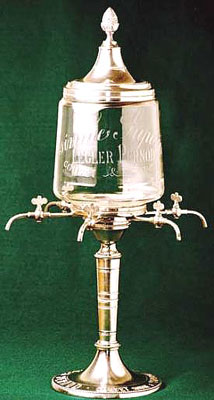
6个龙头的潘诺苦艾酒泉

一般苦艾酒酒精度数很高，可以达到45%-89.9%之间，而且草药成分在苦艾酒中也有很大比重，且许多在水中不易溶解，所以人们往往不直接饮用苦艾酒，而是使用精心准备的专门用具（例如苦艾酒匙），用3-5份的冰水配一份苦艾酒饮用，这称作“备酒”（Preparation）。饮用苦艾酒通常会加糖，糖用来抵消苦艾酒柔和的苦味。对于很多苦艾酒爱好者來說，一杯优质的苦艾酒是不可以加糖的，但有时可以根据口味不同略微添加些糖，以增加酒水的风味。大多数瑞士的苦艾酒厂牌推荐他们的产品不加糖饮用。
在19世纪的巴黎咖啡馆，如果有人点了苦艾酒，服务员使用合适的玻璃杯给顾客呈上一定剂量的苦艾酒，以及方糖，苦艾酒匙，一瓶冰水。顾客可以自己选择使用什么方法饮用，根据个人喜好选择是否添加糖，以及自己决定水的使用量。

### 法式饮用法
传统苦艾酒饮法中，先准备一块方糖放在一个特别设计的漏勺上（苦艾酒匙），然后把勺子放在盛了苦艾酒的玻璃杯上。然后将冰水浇在方糖上，冰水渗过方糖缓慢而均匀地滴入苦艾酒中。通常使用3-5份的冰水配一份苦艾酒。苦艾酒中的酒精会溶解在水中，而那些水溶性差苦艾酒成分（主要是从茴芹，茴香，八角中提取的成分）从酒精中像云一样沉淀开。由此产生的乳白色浑浊物被称作悬乳（louche）（法语“不透明”或“阴影”，[luʃ]）。这些香精被释放出来，如同草药“绽放”一般的香气和美味，而剩下的酒水让人细细品尝。通常称这种最古老和最纯洁的饮用方法为法式饮用法。

### 波西米亚式饮用法
波希米亚式饮用法是近代发明的饮用方法，这种方法利用了火。像法式饮用法一样，先准备一块方糖放在苦艾酒匙上，然后把勺子放在盛了苦艾酒的玻璃杯上。预先将糖浸泡在酒中（通常使用苦艾酒），然后将其点燃。然后燃烧的方糖坠入玻璃杯中，引燃杯中的苦艾酒。最后将水倒入玻璃杯中，扑灭火焰。比起法式饮用法，这种方法更适合饮用高度数的苦艾酒。波希米亚式饮用法的一个变化，让火焰自行熄灭，有时也被称为“烹饪苦艾酒”或“燃烧的绿精灵”。这种变化方法消耗了大部分的酒精。这个燃烧仪式的起源可能借鉴“燃烧咖啡”（Café Brûlot）中咖啡与白兰地饮法。“燃烧咖啡”将方糖浸泡在白兰地中，并点燃方糖。这是美国电影上特制效果的新型饮用法，极其的危险，也是苦艾酒鉴赏家家所不提倡的。

### 苦艾酒杯
虽然很多酒吧使用普通玻璃器皿作为饮用苦艾酒的酒杯，同时也有许多专门为法式饮用法定制的苦艾酒杯，这种酒杯最终也得到广泛青睐。这些苦艾酒杯杯身短而杯口大，可以有效的展现苦艾酒诱人的姿态。苦艾酒杯通常标有剂量线，用来表明杯中适合添加多少量的苦艾酒。这个“剂量”一般为3厘升不等。有的酒杯底部像气泡一样向外凸起，它们的别名“水库杯”（reservoir glass）可以形象的说明这种酒杯的风格。

### 苦艾酒匙
苦艾酒匙是一个带有开孔或开槽的汤匙。酒匙上的孔槽用来使溶解的方糖滴落在苦艾酒中。酒匙的底部通常是平坦，手柄上有凹槽，用于将酒匙放置在杯沿上。苦艾酒匙起源于大约19世纪60年代，像现代的饮酒用具一样，往往印有品牌名称或作为广告标识。有时，他们被作为旅游纪念品出售，例如，有的苦艾酒匙可能会做成像艾菲尔铁塔的形状，纪念这座1889年竣工的建築物。
另一种相类似的工具，格栅（Grilles），没有勺子的外形。相反，它是只是简单的用3个或更多的腿放置在玻璃杯上的金属网格，同样起到放置方糖的作用。近来越来越多的格栅被制作成更加美观的形状（如树叶的形状），而不是单调的金属网格。

### 滴水器皿
将冰水滴入苦艾酒是饮用苦艾酒的关键步骤，同时也被认为是一种艺术形式，因为这一过程可以产生绚丽的悬乳效果。曾几何时，酒吧里有称作“苦艾酒教授”的专人向新手们演示如何合适的将水一滴一滴的加入苦艾酒中。主流的滴水器皿有以下三种：
- 水瓶（Carafe）：水瓶是最基本的滴水用具。同样的，许多酒瓶也标上品牌的名称。饮用时，水瓶高高举起，慢慢的将水一滴一滴的直接倒入酒杯中。

- 苦艾酒泉（Fountain）：当苦艾酒饮越来越普及，出现了新的饮用苦艾酒的器皿，著名的苦艾酒泉。苦艾酒泉是带有2至6个龙头的大水罐，固定在底座上。和水瓶相比，苦艾酒泉使用的时候无需整个提起来倒水，并且可以提供多位食客们同时备酒，最大的好处是可以通过龙头控制水流大小，而无需小心翼翼的慢慢倒水。有的苦艾酒泉还会装有一盏小灯。

- 苦艾酒漏（Brouilleur）：苦艾酒漏就像一个私人用的苦艾酒泉，它是一个玻璃或金属的碗，可以放置在苦艾酒杯上。碗的底部有一个小孔，冰水顺着这个孔慢慢的流到酒杯中。糖可以直接加在碗里面，或者可以使用一个内置的格栅将糖放在酒杯腰部。

### 水烟杯
水烟杯（La Pipe à Absinthe）是一种状似水烟袋的杯子，首先在杯肚中放入冰屑，然后倒入苦艾酒，接下来就可以像抽水烟一样啜吸苦艾酒了。虽然这不是品酒的好方法，然而却是最新鲜最刺激，也是最有乐趣的饮用苦艾酒的方式。

### 苦艾鸡尾酒
除了用糖和水进行备酒，在英国和美国，流行使用苦艾酒调制鸡尾酒。到1930年，几十个使用苦艾酒的花式鸡尾酒被发表在众多著名的调酒师指南上。以下是几种较著名的苦艾鸡尾酒，多数名字可能不那么很好听：
- 午后之死：是最著名的苦艾鸡尾酒，它是由是欧内斯特·海明威发明的使用苦艾酒和香槟调制的鸡尾酒。因此也称作“海明威香槟”（Hemingway Champagne）[67][68]。鸡尾酒借用了海明威一本名著的名字[69][70]。海明威的原始配方为：将一份苦艾酒倒入一个香槟杯，加入冰镇香槟直到它完美的呈现牛奶般的乳白色。喝的时候只喝掉3/5[71]。

- 薩澤拉克：可能是最早的苦艾鸡尾酒。最初Sazerac仅仅是新奥尔良一款老式干邑和威士忌鸡尾酒，名字取自当地干邑品牌。然后这种鸡尾酒发展为干邑，黑麦威士忌，苦艾酒以及Peychaud苦精的混合鸡尾酒[72]。在苦艾酒遭禁后，也使用茴香酒作为替代调制这种鸡尾酒。

- 地震（Earthquake）：是由法国后印象派画家亨利·德·图卢兹-洛特雷克发明的鸡尾酒。其名字来自与这种酒给人剧烈的冲击力。“地震”的做法很简单，直接将3份苦艾酒和3份干邑相混合即可。

- 摩洛克+（Moloko Plus）：又称“摩洛克小刀手”（Knifey Moloko），是小说《發條橘子》中的提及的高杯鸡尾酒[73]。书中并没有明确其配方，一个经常出现的商用配方为：1盎司苦艾酒，1盎司茴香力娇酒，2盎司爱尔兰奶油力娇酒，1汤匙糖，5盎司牛奶与冰块一起在调酒器中混合，并直接倒入一个高杯中[74]。其名来自于单词“Nadsat”，意思是牛奶。《發條橘子》中描述主角喝了这种饮料后，表现的“超级暴力”。

- 亡者復甦二號（Corpse Reviver #2）：是“亡者復甦”系列鸡尾酒的一种。这些鸡尾酒原本是作为缓解宿醉而制作的配方。配方包括等份的琴酒，柠檬汁，triple sec（通常使用君度），白麗葉開胃酒（英语：Lillet），以及少许苦艾酒。所有配方都放到调酒器中混合均匀。苦艾酒可以和其他配方一起混合调匀，也可以预先倒入鸡尾酒杯中通过摇晃将其均匀涂在杯壁上。最后酒盛杯后，将苦艾酒涂抹在酒杯边沿上，增加饮用时苦艾药草的风味[75][76]。

- 猴腺（Monkey Gland）：是琴酒，橙汁，石榴糖浆和苦艾酒调制的鸡尾酒，其名字来自于一則傳言，由 Serge Voronoff 医生发明的将猴子睾丸移植到人类身上的外科手术技术[77]。20世纪20年代，法国人 Harry MacElhone 发明了这种鸡尾酒，将一份琴酒，一份橙汁，几滴苦艾酒和几滴石榴糖浆与冰块一起在调酒器中混合，并直接倒入一个冰鎮過的鸡尾酒杯中。

- B-52炮艇机（B-52 Gunship）：是“B-52”鸡尾酒系列中的一种，也称之为“B-55”鸡尾酒。其名字来源于美国著名的远程轰炸机。首先在子弹杯中倒入甘露咖啡力娇酒，然后缓慢的倒入等份的百利爱尔兰奶油力娇酒，最后倒入苦艾酒。（在原始的B-52配方中用的是柑曼怡香橙力娇酒）由于各种酒的密度不同，可以形成完美的3个分层。得益于苦艾酒的高度数，饮用的时候，还可以把最上层的苦艾酒点燃，称之为“火焰B-52/B-55”（Flaming B-52/B-55）。

## 药物作用
在近代苦艾酒一直被频繁，不当的形容为具有致幻效果。有部分原因是，19世纪法国精神病学家Valentin Magnan研究了250例酒精中毒病例，经过对艾草精油十多年的实验，他指出那些喝苦艾酒的人比那些喝普通酒的人出现幻觉的速度更快。这样的统计数据令苦艾酒反对者大受鼓舞，相反，许多苦艾酒爱好者深受挫折，其中就包括许多“放荡不羁”的艺术家或作家。其中两位著名艺术家助长了“苦艾酒致幻”这一观点的流行——图卢兹-洛特雷克和文森特·梵高。
今天，人们知道苦艾酒不会引起幻觉。 侧柏酮（thujone），一度被广泛认为是在苦艾酒的活性化学物质，其实是一种GABA(γ-氨基丁酸)受体拮抗剂，大剂量使用会引起肌肉痉挛。据推测，苦艾酒之所以被认为导致幻觉很可能是19世纪那些廉价苦艾酒中加入了有毒的人造添加剂。
所谓苦艾酒的致幻的说法在20世纪70年代被再次引爆，当时一篇科学论文的指出， 侧柏酮的结构与四氢大麻酚（THC）相似（四氢大麻酚是大麻中的致幻物質、活性物质），因此可能和THC具有相同的受体亲和力。1999年，这一理论被驳倒。
对苦艾酒是否对人类精神产生影响——除了酒精本身作用——一直没有定论。苦艾酒也被形容为可以开拓思路，一个最常见的体验是解酒，让人“大脑清醒”。化学家，历史学家和苦艾酒生产者Ted Breaux声称，所谓苦艾酒的副作用，可能是由于苦艾酒中含有的一些草药成分起到了类似兴奋剂的作用，而另外一些成分则起到镇静剂的效果，从而一并达到清醒的神奇效果。现代，长期饮用苦艾酒会对人类产生何等影响仍然未知，而传统生产苦艾酒所使用的那些草药已确定同时具有止痛和抗寄生虫等药性。
大眾一度认为过量饮用苦艾饮酒造成的影响与一般酗酒有所不同，这也催生出“苦艾酒中毒”（absinthism）这一概念诞生。苦艾酒被妖魔化並禁止流通於市面後，1984年Magnan做了一个实验，他将一只豚鼠持续暴露于大剂量艾草的蒸汽中，同时将令一只豚鼠暴露在酒精蒸汽中做对比。實驗結果暴露在艾草蒸气中的豚鼠痉挛发作，而酒精蒸汽中的豚鼠则没有。 Magnan随后将此归因于艾草中所含的天然化学物质——侧柏酮。
接著再有研究报告指出，苦艾酒中侧柏酮的含量估计高达260毫克/千克。直到最近，对留有的各种苦艾酒样品的公共研究推翻了之前的论断，并证实那些历史上通过混合法方式和材料蒸馏的苦艾酒，只有非常少量的侧柏酮由艾草进入了酒液。因此，大多数传统装瓶苦艾酒，不管是历史久远的还是当代酿制的，都符合欧盟标准。
在老鼠身上进行的试验表明，口服侧柏酮的半数致死量LD50约为每公斤体重45毫克，远比实际能从苦艾酒中摄取的要多得多。相比于侧柏酮，苦艾酒中的高酒精浓度显得更易致命。口服而导致的急性侧柏酮中毒病例中，侧柏酮的来源是并不是商用苦艾酒，而是非苦艾酒相关产品，如常见的精油（其中可能含有多达50％的侧柏酮）。
在《酒精研究杂志》发表的一项研究表明，临床上，含有高剂量（0.28毫克/千克）侧柏酮的酒精会对注意力产生负面影响。会导致对象反应缓慢，注意力难以集中到特定领域中。低剂量（0.028毫克/公斤）侧柏酮的酒精并没有产生与普通酒精明显不同效果。高剂量样品的影响在双盲比对试验中结论显示，实验对象无法有效判别哪份样品是含有侧柏酮。
对于平均体重65公斤的男性，高剂量样品含相当于18.2毫克侧柏酮。欧盟对苦艾酒中侧柏酮的限量为35毫克/升，意味着，即使是按最高限量来计算，一个人必须消耗大约0.5升的苦艾酒才能达到测量效果，而这一“壮举”很有可能导致酒精中毒。

## 苦艾酒中的文化
传统上，苦艾酒作为一个神秘的，令人上瘾的，和改变思想的饮料一直持续到今天。 19世纪中叶以来，苦艾酒曾担任众多美术，电影，电视，音乐和文学作品的主题。
在19世纪末和20世纪初在法国生活的众多艺术家和作家都是出名的苦艾酒爱好者，经常一边工作一边饮用苦艾酒。包括埃米尔·左拉（Emile Zola）、文森特·梵高（Vincent van Gogh）、爱德华·马奈（Édouard Manet），阿梅代奥·莫迪利亚尼 （Amedeo Modigliani）、阿蒂尔·兰波（Arthur Rimbaud）、居伊·德·莫泊桑 （Guy de Maupassant）、亨利·德·图卢兹-洛特雷克（Henri de Toulouse-Lautrec）和保罗·魏尔伦（Paul Verlaine）。之后继承了这种苦艾酒文化的艺术家和作家包括了巴勃洛·毕加索（Pablo Picasso）、奥古斯特·斯特林堡（August Strindberg）、奥斯卡·王尔德（Oscar Wilde）、欧内斯特·海明威（Ernest Hemingway）。 据传阿莱斯特·克劳利（Aleister Crowley）也被称为是一个习惯性的苦艾酒徒。早期动画艺术的先驱，爱米尔·科尔（Emile Cohl），在他1920年的短片《Hasher's Delirium》中的短片描绘了这种饮料的影响。
苦艾酒的非法而神秘的光环投射到现代文学，电影，音乐和电视领域。这些描述其真实性不尽相同，往往运用戏剧性的手法将这种饮料描绘成一个灯红酒绿纸醉金迷的液体，无论是春药亦或毒药，苦艾酒似乎总是被当作引人入胜的朦胧幻觉的催化剂。

爱德华·马奈（Édouard Manet），《喝苦艾酒的人》（The Absinthe Drinker），1859
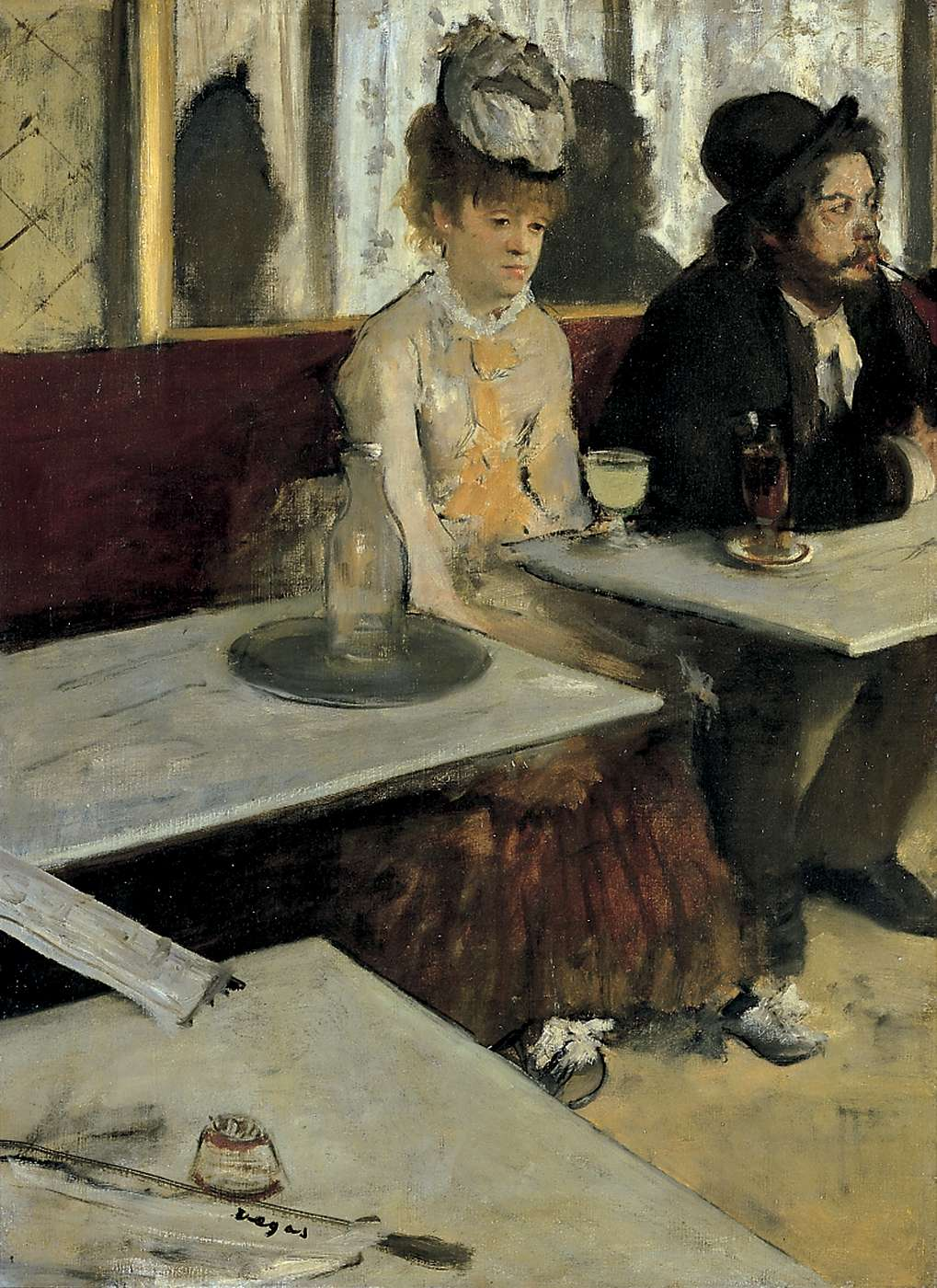
埃德加·德加（Edgar Degas）《苦艾酒》（L'Absinthe），1876
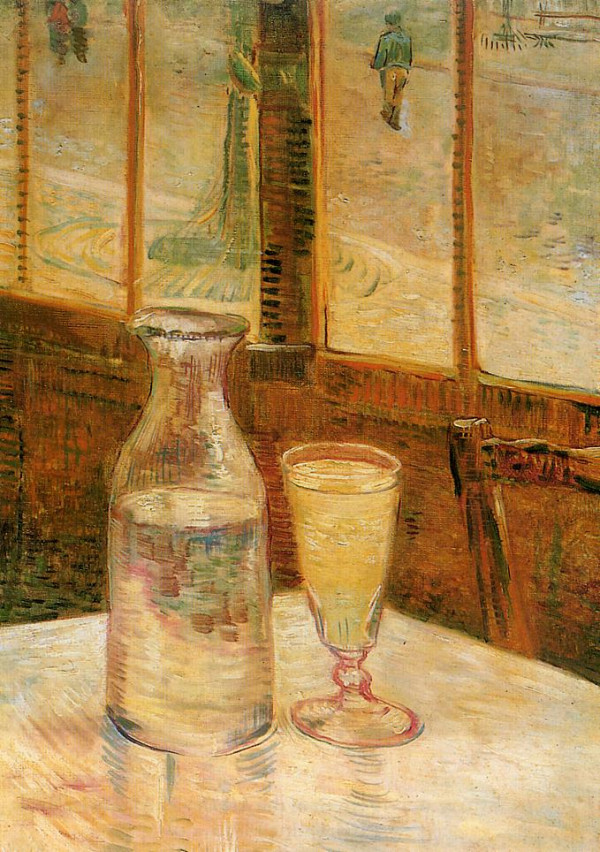
文森特·梵高（Vincent van Gogh），《苦艾酒与水瓶》（Still Life with Absinthe），1887
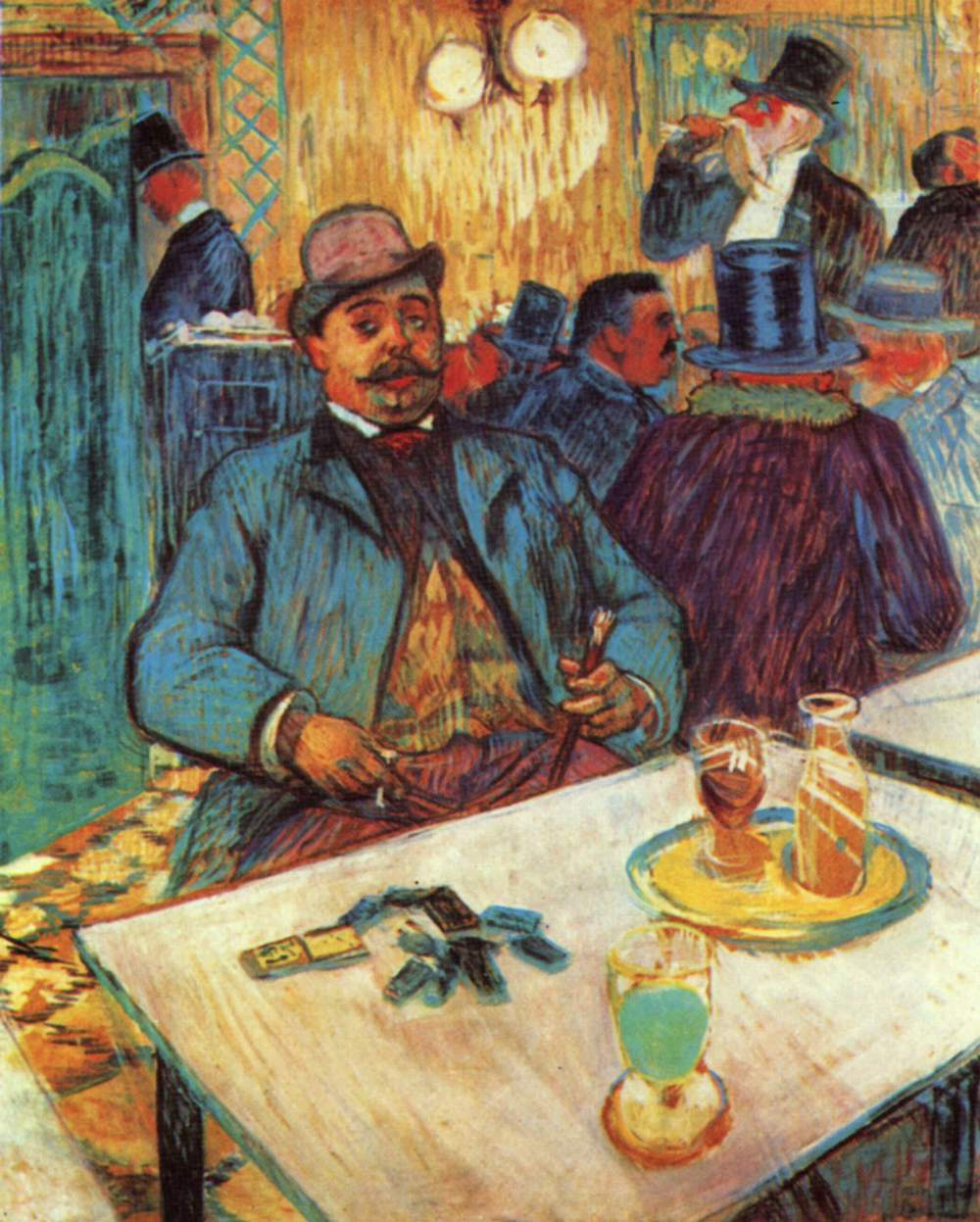
亨利·德·图卢兹-洛特雷克（Henri de Toulouse-Lautrec）《布瓦洛先生在咖啡馆》（Monsieur Boileau au café），1893
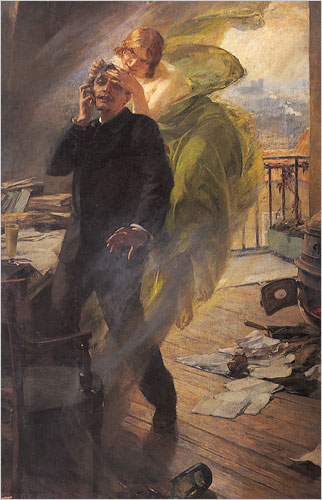
阿尔伯特·迈仰(Albert Maignan)，《绿色缪斯》（La muse verte），1895
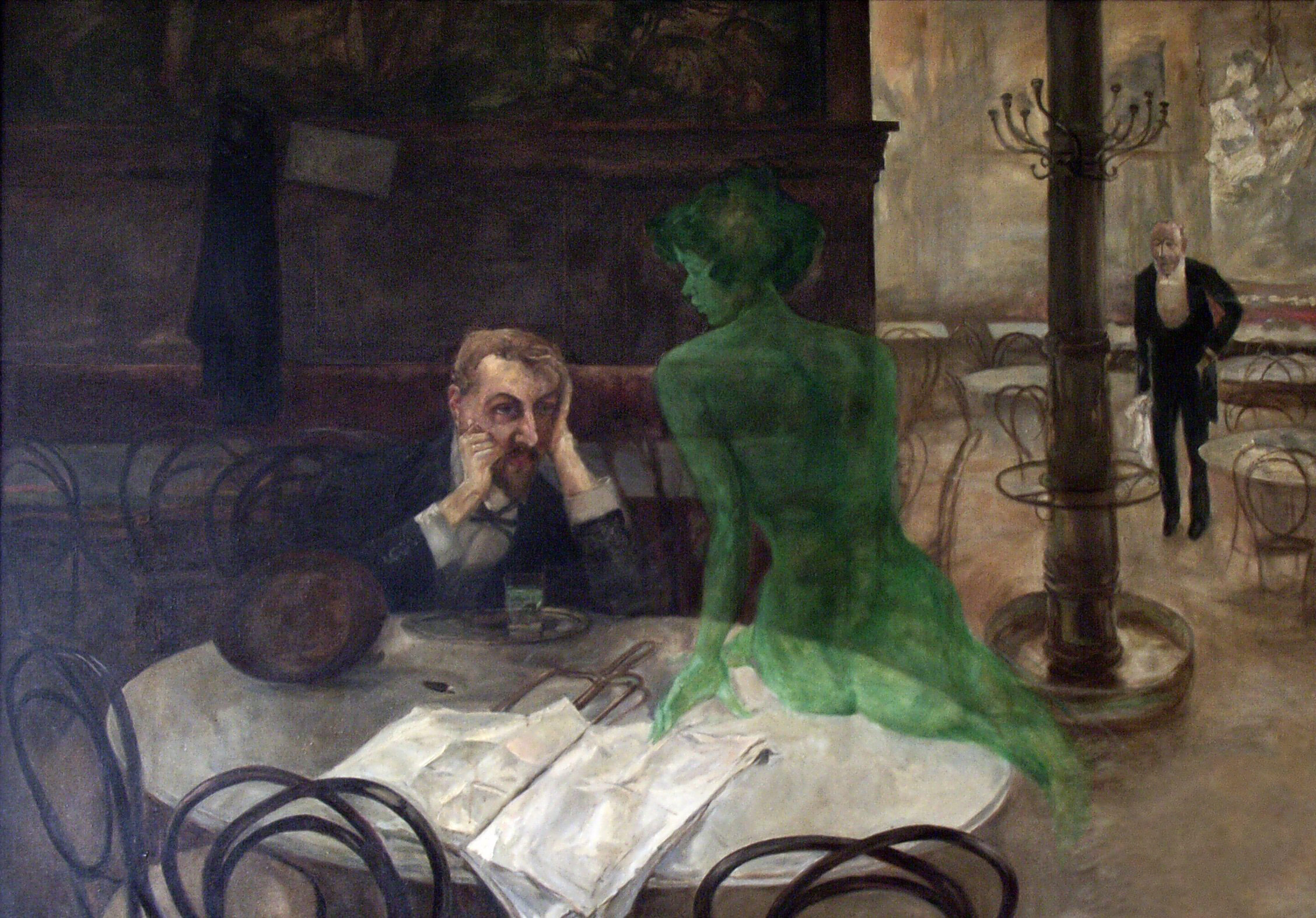
维克托尔·奥利弗（Viktor Oliva） 《喝苦艾酒的人》（The Absinthe Drinker），1901

## 相关页面
- 威末酒
- 茴香酒
- 艾草啤酒